# Hermann Gautel
Hermann Gautel (geboren 10. September 1905 in Oldenburg; gestorben 1945 bei Königsberg) war ein deutscher Möbeldesigner und Innenarchitekt.

## Leben und Werk
Von 1927 bis 1931 studierte Gautel am Bauhaus Dessau, zunächst als Schüler bei Josef Albers, Paul Klee, Wassily Kandinsky und Oskar Schlemmer. 1929/30 wurde er angestellter Mitarbeiter der Metallwerkstatt am Bauhaus. Mies van der Rohe bescheinigte ihm 1931 eine große Begabung für die Konstruktion von Möbeln und Lampen. Gemeinsam mit Hin Bredendieck entwarf er 1929/30 den Einfeder-Stuhl ME 1004 und den Arbeitshocker ME 1002.
Zusammen mit Marianne Brandt realisierte er neuartige Beleuchtungskörper. Mit Karl Schwoon, Hans Martin Fricke und Hin Bredendieck gehörte Gautel zu einer Gruppe von Bauhäuslern aus Ostfriesland und dem Oldenburger Land. Um 1933 kehrte er nach Oldenburg zurück, wo er eine innovative Tischlerwerkstatt gründete, die die Ideen neuer Gestaltung in der Region zu verbreiten versuchte. 1934 fand eine Ausstellung seiner Möbelentwürfe im Oldenburger Augusteum statt. 1937 richtete er einen Ausstellungsraum zur Luftschifffahrt im Landesmuseum Oldenburg ein.
Aktuell forscht das Landesmuseum Oldenburg anhand des exemplarischen Lebenslaufes von Hermann Gautel wie auch der von Hin Bredendieck, Hans Martin Fricke und Karl Schwoon zur Geschichte des freiheitlichen und innovativen Bauhaus-Gedankens. Am 2. und 3. November 2017 fand dazu ein Symposium statt.

## Posthume Ausstellungen
Vom November 2009 bis Januar 2010 waren Werke von Gautel Bestandteil der Ausstellung Bauhaus 1919–1933: Workshops for Modernity  des Museum of Modern Art in New York. 2014 waren Grafiken von Gautel Bestandteil einer Ausstellung in der Architektenkammer Niedersachsen. In der Sammlung der Stiftung Bauhaus Dessau befindet sich ein Depositum von Gautel und Korona Krause bestehend aus Materialien (Unterrichtsmitschriften, Textilien, Dokumenten etc.) aus der Bauhausweberei und der Weberei der Burg Giebichenstein.

## Werke
- ME 1002, Stahlrohr, lackiertes Sperrholz, 60,5 × 39,0 × 48,5 cm. Neuartige Abwandlung des Arbeitshockers: zwei gebogene Stahlrohre sind im Rückteil zur Kufe verschraubt, darauf ein sattelförmiger Sitz, die Rohre laufen nach vorne zur Stütze zusammen, spreizen sich unten und bieten dem Sitzenden Fußstützen.[8][9]